# Ouled Si Slimane
Ouled Si Slimane è un comune dell'Algeria, situato nella provincia di Batna.